# Artistic Dress

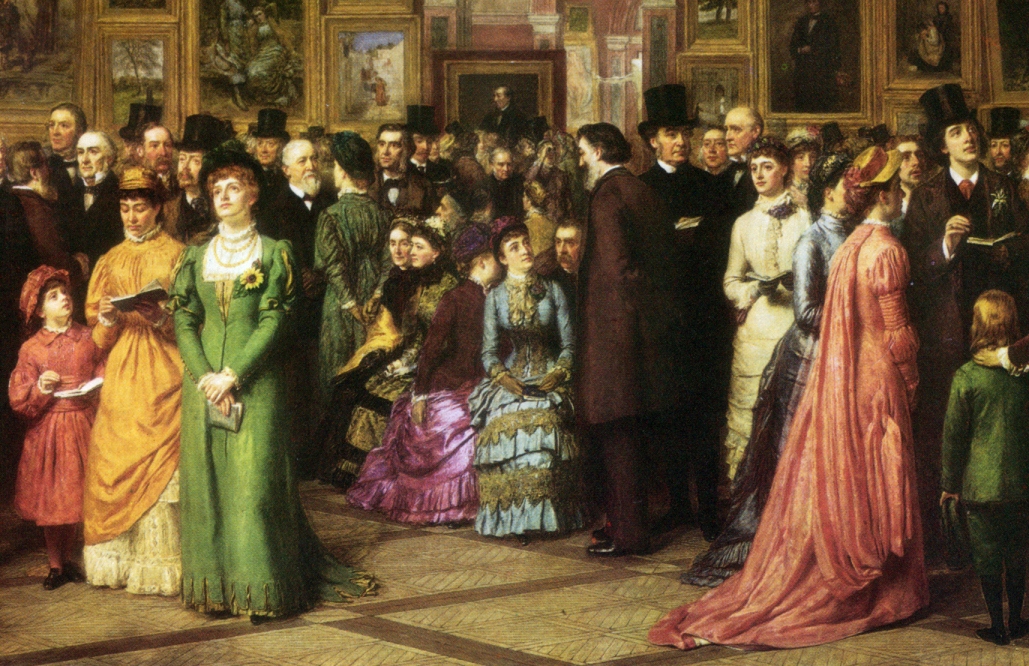
Frith A Private View. Kvinnor i Artistic Dress till vänster och höger med konventionellt mode centralt.

Artistic Dress var en brittisk moderiktning under andra halvan av 1800-talet som avvisade de rådande modets onaturliga beståndsdelar, så som hårdsnörda korsetter, turnyrer och dekorationer på kläder, till förmån för skönhet genom material och enkel design. Rörelsen var framför allt populär i konstnärliga och intellektuella kretsar, och associeras med de samtida Prerafaeliterna. Den utvecklades i sin tur till Aesthetic Dress och Künstlerkleid. 
Artistic Dress var besläktad med den samtida dräktreformrörelsen och hade flera mål gemensamt med denna, men den var främst en konstnärlig rörelse snarare än en hälsomässig reformrörelse, och handlade mer om ett skönhetsideal än ett socialt reformarbete: till skillnad från dräktreformrörelsen lade Artistic Dress stort fokus på utseendet och tillät därför till exempel långa släp, något som dräktreformrörelsen dömde ut som ohygieniskt.
Hållningen var att det samtida modet var "fult" därför att det var onaturligt och skilde sig från kroppens naturliga linjer.
Rörelsen ebbade ut i början av 1900-talet när det gängse modet började överensstämma med det så mycket att man inte längre kunde se någon skillnad. 